# 第12飛行隊 (南アフリカ空軍)
第12飛行隊（だい12ひこうたい、12 Squadron SAAF）は、かつて存在した南アフリカ空軍の飛行隊である。1939年に設立され、1945年に廃止。1946年10月に再設立され、1990年11月に廃止。